# مجلس شيوخ ميشيغان
مجلس شيوخ ميشيغان (بالإنجليزية: Michigan Senate)‏  هو مجلس شيوخ ولاية ميشيغان الأمريكية، يقع المقر الرئيسي له في كابيتول ولاية ميشيغان، ويتكون من 38 مقعداً، وهو المجلس الأعلى في هيئة ميشيغان التشريعية.

## طالع أيضًا
- هيئة ميشيغان التشريعية